# 榛ノ木丸
榛ノ木丸（はんのきまる）は、丹沢大山国定公園内、神奈川県相模原市にある標高1,292mの山。

## 周辺の山
- 姫次（1,433m）
- 袖平山（1,431.9m）